# Кањишки пашалук
Кањишки пашалук је био пашалук Османског царства између 1600. и 1690. године. Заузимао је делове данашње Мађарске, Хрватске и Словеније, а управно седиште му је била Велика Канижа. Успостављен је 1600. године, након што је Османско царство заузело Велику Канижу, чије је подручје спојено са подручјем ранијег Сигетварског пашалука.